# Pinacia syntypistis
Pinacia syntypistis är en fjärilsart som beskrevs av Swinhoe 1917. Pinacia syntypistis ingår i släktet Pinacia och familjen nattflyn. Inga underarter finns listade i Catalogue of Life.